# 서울 노원 HR FS
서울 노원 HR FS(Seoul Nowon HR Futsal Club)는 대한민국 서울특별시에 있는 풋살 선수단이다. 서울유나이티드스포츠클럽이 운영하는 남자 세미프로 풋살단이며, 2009년에 창단되었다. 이전 명칭은 스타FS서울(Star Futsal club seoul)은 서울특별시 송파구를 연고로하고 이었다.

## 역사
2009년 FK리그 출범과 동시에 송파구를 연고로 창단된 스타FS서울은 원래 FS서울이라는 명칭으로 대회에 참가했다. 그러다 스포츠 용품 업체인 스타스포츠가 들어오면서 스타FS서울로 구단명칭이 바뀌였고 현재까지 이르고있다. 2010-11시즌과 2011-12시즌 두번 연속 전주매그풋살클럽을 꺾고 우승을 차지한 서울이지만 이후 전주의 강세에 밀려 우승을 하지 못했다. 하지만 최근 진행되었던 2018-19시즌에 다시 우승컵을 들어올리면서 무려 7시즌만에 전주매그풋살클럽을 누르고 우승을 거뒀다. 또한 이번 우승으로 전주에 이어 FK리그 통산 두번째로 AFC 풋살 클럽 챔피언십에 출전한다.
2021년 시즌을 앞두고 서울특별시 전체 연고가 아닌 노원구로 연고를 변경하였으며 기존 스타 FS에서 노원 FS로 팀명도 변경되었다. 2021년 7월 28일, K4리그에 참가하는 세미프로 축구팀인 서울 노원 유나이티드 FC의 산하 풋살팀으로 합류했다.
그러다 2023-24 시즌이 되면서 로고는 그대로인 채로 팀명이 다시 서울 노원 선덜랜드 FS가 되었다가 24 FK CUP에서 서울 노원 HR FS가 되었다.

## 주요 활약 선수
- 김민국 ( FK리그 최다출장기록 )
- 서정우
- 박하늘
- 최시홍 ( 스타FS U-18 감독
- 신하일

## 코칭 스태프
| 직위 | 이름   | 비고 |
| ---- | ------ | ---- |
| 감독 | 이창환 |      |
| 코치 | 김민국 |      |
| 의무 | 성형호 |      |

### 역대 감독
| 순번 | 이름   | 선임   | 사임 | 재임년도 | 비고     |
| ---- | ------ | ------ | ---- | -------- | -------- |
| 1대  | 이창환 | 2009년 |      |          | 초대감독 |

## 참고 문헌
- “스포츠지원포털 등록 현황”. 대한체육회.
- “KFA 통합경기정보 시스템”. 대한축구협회.